# 新萬仁製藥
新萬仁化學製藥股份有限公司，簡稱新萬仁製藥，是一家總部位在臺中市豐原區的藥物製造企業，旗下有「金十字胃腸藥」、「傷風克」、「綠油精」等產品及品牌。

## 歷史

### 創業初期
- 1947年，林添如創辦日榮堂藥房。

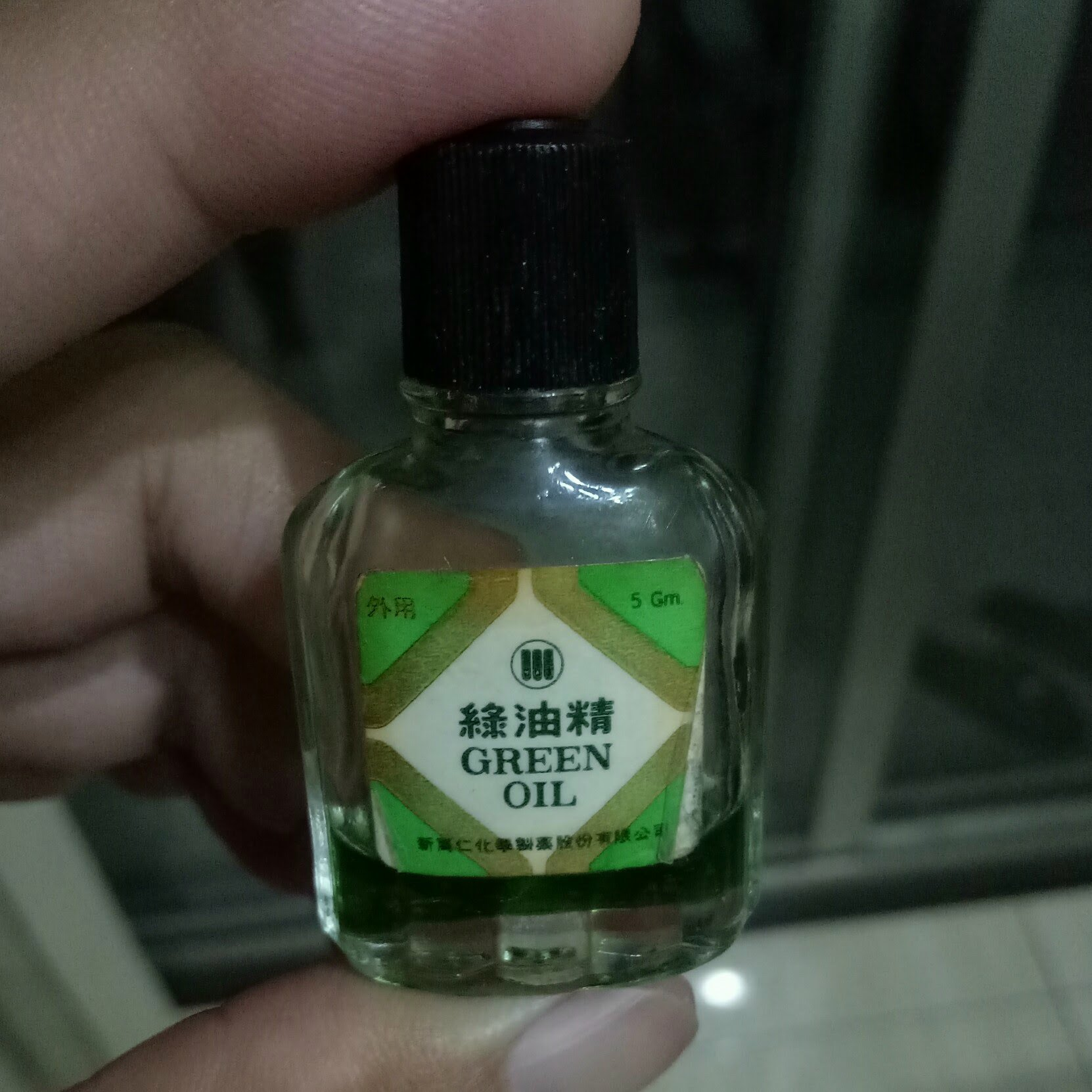
綠油精5Gm玻璃瓶裝

- 1953年，林添如等人創立萬仁藥廠（該廠為新萬仁製藥前身），並推出成藥「金十字胃腸藥」。
- 1958年，感冒用成藥「傷風克」上市。
- 1964年，推出成藥「綠油精」。
- 1974年，擔任出資方，在國立故宮博物院監製下，由孫超 (陶藝家)雕塑「銅獅」三對，分別安置於故院、豐原慈濟宮媽祖廟、花園廠房園區內。

### 擴張及轉型
- 1973年，新萬仁獲美國史克美占（英语：Smith, Kline & French）授權製造並銷售「康得600膠囊」及「康得咳嗽膠囊」。
- 1987年，新萬仁通過優良藥品製造規範認證。
- 1990年，環境衛生用藥「免警蟑」上市，並同時拓展超市通路，另增資至新臺幣一億七千七百萬元。
- 1991年，新萬仁與大協藥品工業（日语：大協薬品工業）簽約，進口「痛貼貼」痠痛貼布。
- 1995年，史克美占收回「康得600膠囊」及「康得咳嗽膠囊」之授權，新萬仁開始推出自有品牌「衛格」系列感冒藥。
- 1999年，設立食品製造部，並研發相關產品。
- 2001年，環境衛生用藥「免螞煩」上市。
- 2002年，「叮寧防蚊液」上市。
- 2003年，推出「千沛」維他命系列產品及保健食品，並成立「新萬仁聯盟」。
- 2005年，通過實施行政院衛生署藥品優良確效作業基準（cGMP）第三階段作業；綠油精廣告歌曲（英语：Music in advertising）成為臺灣首支註冊成功的聲音商標。
- 2006年，成立「綠油精」自行車隊（英语：Cycling team），以投入推動公益事業。
- 2007年，推出「千沛專業運動營養素」。
- 2010年，「叮寧綠茶長效防蚊液」系列上市。
- 2012年，「綠油精天竺葵滾珠瓶」、「叮寧柚香長效系列－可倒噴防蚊液」及「叮寧綠茶長效防蚊凝露」上市。
- 2013年，「綠油精馬鞭草滾珠瓶」、「金十字保常道」及「叮寧小黑蚊防蚊液」上市。[1]
- 2016年，「千沛活力BCAA+軟糖」上市。
- 2017年，「綠油精櫻花滾珠瓶」、「叮寧有機精油系列防蚊液」上市。
- 2018年，「綠油精青涼軟膏－草本系列」、「小叮寧系列防蚊液」上市。
- 2019年，「免警蟑殺蟑凝膠」、「叮寧小黑蚊長效防蚊液」上市。
- 2020年，「叮寧派卡瑞丁8H（埃卡瑞丁）長效防蚊液」、「免警蟑殺蟑堡（丸劑）」上市。
- 2021年，「叮寧涼感小黑蚊防蚊液」上市。

## 代言
- 阮經天 (2010年)
- 陳妍希 (2012年)[2]

## 外部鏈結
- 新萬仁化學製藥 （页面存档备份，存于）